# Sîvkî, Bilohirea
Sîvkî (în ucraineană Сивки) este localitatea de reședință a comunei Sîvkî din raionul Bilohirea, regiunea Hmelnîțkîi, Ucraina.

## Demografie
Componența lingvistică a localității Sîvkî
     Ucraineană (99,78%)
     Alte limbi (0,22%)
Conform recensământului din 2001, majoritatea populației localității Sîvkî era vorbitoare de ucraineană (99,78%), existând în minoritate și vorbitori de alte limbi.